# پان د ریپلی
«پان د ریپلِی» (به انگلیسی: Pon de Replay) (کوتاه‌شدهٔ upon the replay، به معنی «دوباره پخشش کن») تک‌آهنگی از هنرمند اهل باربادوس ریانا است که در ۲۴ مه ۲۰۰۵ منتشر شد.
این تک‌آهنگ در چارت‌های فلاندرز، آلمان، ایرلند، جزو ده ترانه اول قرار گرفت.